# زیردریایی یو-۹۰ (۱۹۴۱)
زیردریایی یو-۹۰ (۱۹۴۱) (به انگلیسی: German submarine U-90 (1941)) یک زیردریایی بود که طول آن ۶۷٫۱ متر (۲۲۰ فوت ۲ اینچ) بود. این زیردریایی در سال ۱۹۴۱ ساخته شد.